# San Blas (Imbabura)
San Blas ist eine Parroquia rural („ländliches Kirchspiel“) im Kanton San Miguel de Urcuquí der ecuadorianischen Provinz Imbabura. Die Parroquia besitzt eine Fläche von 73,93 km². Die Einwohnerzahl lag im Jahr 2010 bei 3015. Für 2020 wurde eine Einwohnerzahl von 3376 prognostiziert.

## Lage
Die Parroquia San Blas liegt in den westlichen Anden im Norden von Ecuador. Das Gebiet liegt in Höhen zwischen 2200 m und 4100 m. Im äußersten Nordwesten erhebt sich der 4180 m hohe Vulkan Yanahurcu. Das Verwaltungsgebiet wird größtenteils über den Río Cariyacu, ein linker Nebenfluss des Río Ambi, in Richtung Ostsüdost entwässert. Der etwa 2350 m hoch gelegene Hauptort befindet sich etwa einen Kilometer westsüdwestlich vom Kantonshauptort Urcuquí.
Die Parroquia San Blas grenzt im Nordosten, im Osten und im Südosten an die Parroquia Urcuquí, im Süden und im Westen an die Parroquia Imantag (Kanton Cotacachi) sowie im Norden an die Parroquias Cahuasquí und Pablo Arenas.

## Orte und Siedlungen
In der Parroquia gibt es neben dem Hauptort (cabecera parroquial) San Blas folgende Comunas: San Alfonso de Iruguincho, San Juan de Dios, Santa Cecilia de Jijón, Santa Clara del Tablón und Santa Teresita de Pisangacho.

## Geschichte
Die Parroquia San Blas wurde am 1. Dezember 1946 im Kanton Ibarra gegründet. Am 9. Februar 1984 wurde die Parroquia dem neu geschaffenen Kanton San Miguel de Urcuquí zugeschlagen.